# New Zealand Open 2008
Die New Zealand Open 2008 im Badminton fanden vom 11. bis 16. November 2008 in Auckland statt.

## Austragungsort
- North Shore Events Centre, Auckland

## Sieger und Platzierte
| Disziplin    | Gold                         | Silber                        | Bronze                             |
| ------------ | ---------------------------- | ----------------------------- | ---------------------------------- |
| Herreneinzel | Lee Tsuen Seng               | Sairul Amar Ayob              | Alistair Casey                     |
| Herreneinzel | Lee Tsuen Seng               | Sairul Amar Ayob              | Hsieh Yu-hsing                     |
| Dameneinzel  | Zhou Mi                      | Rachel Hindley                | Jessica Jonggowisastro             |
| Dameneinzel  | Zhou Mi                      | Rachel Hindley                | Renuga Veeran                      |
| Herrendoppel | Chen Hung-ling Lin Yu-lang   | Fernando Kurniawan Lingga Lie | Wifqi Windarto Afiat Yuris Wirawan |
| Herrendoppel | Chen Hung-ling Lin Yu-lang   | Fernando Kurniawan Lingga Lie | Cheah Soon Kit Ong Beng Teong      |
| Damendoppel  | Chien Yu-Chin Chou Chia-chi  | Haw Chiou Hwee Lim Pek Siah   | Renee Flavell Rachel Hindley       |
| Damendoppel  | Chien Yu-Chin Chou Chia-chi  | Haw Chiou Hwee Lim Pek Siah   | Renuga Veeran Kate Wilson-Smith    |
| Mixed        | Chen Hung-ling Chou Chia-chi | Hsieh Yu-hsing Chien Yu-Chin  | John Moody Kate Wilson-Smith       |
| Mixed        | Chen Hung-ling Chou Chia-chi | Hsieh Yu-hsing Chien Yu-Chin  | Raj Veeran Renuga Veeran           |

## Finalergebnisse
| Disziplin    | Sieger                       | Finalist                      | Ergebnis     |
| ------------ | ---------------------------- | ----------------------------- | ------------ |
| Herreneinzel | Lee Tsuen Seng               | Sairul Amar Ayob              | 24–22, 21–17 |
| Dameneinzel  | Zhou Mi                      | Rachel Hindley                | 21–10, 21–15 |
| Herrendoppel | Chen Hung-ling Lin Yu-lang   | Fernando Kurniawan Lingga Lie | 22–20, 21–10 |
| Damendoppel  | Chien Yu-chin Chou Chia-chi  | Haw Chiou Hwee Lim Pek Siah   | 21–8, 21–15  |
| Mixed        | Chen Hung-ling Chou Chia-chi | Hsieh Yu-hsing Chien Yu-chin  | 21–18, 22–20 |